# Wohn- und Wirtschaftsgebäude Möhlenstroot 10
Das Wohn- und Wirtschaftsgebäude Möhlenstroot 10 am südwestlichen Ortsrand in der niedersächsischen Gemeinde Hagen im Bremischen, Ortsteil Hagen, im Landkreis Cuxhaven, stammt aus der Mitte des 18. Jahrhunderts.
Aktuell (2024) wird es als Wohnhaus und wohl landwirtschaftlich oder gewerblich genutzt.
Das Gebäude steht unter Denkmalschutz (siehe auch Liste der Baudenkmale in Hagen im Bremischen).

## Beschreibung
Das eingeschossige giebelständige Gebäude als Zweiständer-Hallenhaus in Fachwerk mit rotgestrichenen Steinausfachungen, mit reetgedecktem Krüppelwalmdach als Niedersachsengiebel mit Uhlenloch und Pferdeköpfen, sowie der Grooten Door mit Korbbogen, wurde 1754 (Inschrift) durch den Müller Ahrendt Kröncke von der nebenstehenden Mühle gebaut. Im 19. Jahrhundert wurde der Wohnteil in Backstein und mit rechteckigen Fenstern erneuert und die östliche Traufwand erhöht.
Zur Gebäudegruppe Mühlenhof Hagen gehört die Rittersche Windmühle von 1778. Auch die beidseitigen Wälle, die gepflasterte Straße nebst Sommerweg und der Baumbestand am Mühlenweg sind denkmalgeschützt.
Das Landesdenkmalamt befand u. a.: „… ein regionstypisches Hallenhaus der zweiten Hälfte des 18. Jahrhunderts.“